# José Luis Espinosa Pardo
José Luis Espinosa Pardo (també conegut com a Paco, Gustavo, o Germán) (Torreagüera, Múrcia, 2 de setembre de 1929) va ser un agent secret espanyol.

## Biografia
Era fill d'un comissari polític del PCE de la Segona República Espanyola fugit a Algèria en acabar la guerra civil espanyola. Va treballar com a fuster en casernes franceses el 1954. Contactà amb el FLN algerià i va treballar per a ells fins al 1964, quan oferí els seus serveis al SECED franquista. Gràcies als seus antecedents «revolucionaris» aconseguí infiltrar-se en Defensa Interior i aconseguí desarticular nombrosos grups de la FIJL a l'exili.
A començaments de la dècada del 1970 treballava per a la Direcció general de Seguretat a les ordre del comissari Roberto Conesa, a qui el 1974 li va proporcionar valuosa informació sobre el FRAP. Després de participar en el Congrés de Suresnes fou enviat des d'Algèria a Espanya, amb la tapadora de reorganitzar una federació de la UGT, de la que en seria secretari general a Múrcia el 1975.
El 1977 es va infiltrar en el MPAIAC a Alger, on es fa home de sencera confiança del màxim líder del MPAIAC, Antonio Cubillo, qui li presenta als principals dirigents del PCE(r) i del GRAPO. Es va entrevistar amb un dels màxims responsables dels GRAPO, Francisco Brotons Beneyto qui li va presentar a París el dirigent del PCE(r) Francisco Javier Martín Eizagirre. Gràcies a la seva informació es deté a Benidorm, el 9 d'octubre de 1977, al ple del Comitè Central del PCE(r).
El 5 d'abril de 1978 va organitzar l'intent d'assassinat d'Antonio Cubillo a Alger, coordinat per l'agent secret alemany Werner Mauss i amb dos mercenaris espanyols (José Luis Cortés Rodríguez i Juan Antonio Alfonso González). Fou condemnat a mort «in absentia» a Alger, però el govern espanyol va declarar nul de ple dret el procés a Algèria. S'amagà a Carcaboso (província de Cáceres). El 22 d'abril de 1982 va publicar al diari Ya Memorias de un confidente. El 1989 fou capturat per la policia espanyola.
El 1990 l'Audiència Nacional el condemna a 20 anys de presó. Fou alliberat el 12 de desembre de 1996.